# إيرين ماكدونالد
إيرين ماكدونالد هي غطاسة كندية، ولدت في 22 نوفمبر 1931 في هاميلتون في كندا، وتوفيت في 20 يونيو 2002 في ديلتا في كندا.

## وصلات خارجية
- إيرين ماكدونالد على موقع الاتحاد الدولي للسباحة (الإنجليزية)
- إيرين ماكدونالد على موقع اللجنة الأولمبية الدولية (الإنجليزية)
- إيرين ماكدونالد على موقع أوليمبيديا (الإنجليزية)
- إيرين ماكدونالد على موقع اللجنة الأولمبية الكندية (الإنجليزية)
- إيرين ماكدونالد على موقع قاعة كولومبيا البريطانية للمشاهير الرياضية (الإنجليزية)
- إيرين ماكدونالد على موقع قاعة كندا للمشاهير الرياضية (الإنجليزية)